# パレスチナ国関係記事の一覧
パレスチナ国の関係記事の一覧（パレスチナこくのかんけいきじのいちらん）

## あ行
- アイユーブ朝
- ヤーセル・アラファート
- イスラエル
- イスラエル王国
- イスラム帝国
- インティファーダ
- エルサレム
- エルサレム王国
- オスマン帝国

## か行
- ガザ地区
- 黒い九月

## さ行
- アリエル・シャロン
- 十字軍

## た行
- 第1次インティファーダ
- 第2次インティファーダ
- 中東
- 中東戦争
  - 第一次中東戦争
  - 第三次中東戦争

## な行
- 嘆きの壁事件

## は行
- ハマース（ハマス）
- パレスチナ
- パレスチナ解放機構
- パレスチナ自治区
- パレスチナ自治政府
- パレスチナ問題
- ファタハ
- フサイン＝マクマホン協定
- ペリシテ人

## や行
- アフマド・ヤースィーン（アハメド・ヤシン）
- ヨルダン川西岸地区

## ら行
- イツハク・ラビン
- 歴史的シリア
- トーマス・エドワード・ロレンス